# Dubbo
Dubbo je město v Novém Jižním Walesu ve východní Austrálii. S populací přibližně 39 tisíc obyvatel patří k největším městům v regionu.

## Poloha a doprava
Město se nachází na křižovatce tří dálnic (Newell Highway, Mitchell Highway a Golden Highway). Nejbližší další město je Orange, asi 144 km daleko od Dubba. Nadmořská výška je přibližně 275 metrů. Od Sydney je město vzdáleno 303 km severozápadně; je také hlavním uzlem silniční a železniční dopravy do dalších částí Nového Jižního Walesu. Má dálniční spojení na sever do Brisbane, na jih do Melbourne, na východ do Sydney a Newcastle a na západ do Broken Hill a Adelaide. Ve městě se nachází i letiště regionálního významu.